# Leicester Frith
Leicester Frith var en civil parish 1858–1935 när det uppgick i Leicester och Glenfields i grevskapet Leicestershire i England. Civil parish hade 383 invånare år 1931.